# Epidendrum triangulabium
Epidendrum triangulabium är en orkidéart som beskrevs av Oakes Ames och Charles Schweinfurth. Epidendrum triangulabium ingår i släktet Epidendrum och familjen orkidéer.
Artens utbredningsområde är Costa Rica. Inga underarter finns listade i Catalogue of Life.